# تنها سنگ، جونو، ویسکانسین
تنها سنگ (به انگلیسی: Lone Rock) یک منطقهٔ مسکونی در ایالات متحده آمریکا است که در شهرستان جونو، ویسکانسین واقع شده‌است. تنها سنگ ۲۷۶٫۱۵ متر بالاتر از سطح دریا واقع شده‌است.